# باد شوسنريد
باد شوسنريد (بالألمانية: Bad Schussenried) هي بلدة ألمانية، بها حمامات طبية، وتقع في ألمانيا في Biberach. يقدر عدد سكانها بـ 8,458 نسمة .